# Enicospilus riukiuensis
Enicospilus riukiuensis är en stekelart som först beskrevs av Matsumura och Tohru Uchida 1926.  Enicospilus riukiuensis ingår i släktet Enicospilus och familjen brokparasitsteklar. Inga underarter finns listade i Catalogue of Life.